# Eamonn Magee
Eamonn Magee (* 13. Juli 1971 in Belfast) ist ein ehemaliger, britischer Profiboxer und ehemaliger WBU-Weltmeister im Weltergewicht.
In seiner Heimat sorgte er zudem mehrfach für Skandale außerhalb des Boxringes.

## Amateurkarriere
Eamonn Magee wurde 1992 und 1993 Irischer Meister im Halbweltergewicht und gewann in dieser Gewichtsklasse auch die Silbermedaille bei den 5. Junioren-Weltmeisterschaften 1989 in Puerto Rico. Er besiegte dabei Iwan Iwanow aus Bulgarien, José Sánchez aus Kuba und Victor Peréz aus Puerto Rico, ehe er erst im Finale Enrico Berger aus der DDR unterlag. Bei den 7. Weltmeisterschaften 1993 in Finnland, verlor er in der zweiten Vorrunde gegen Oktay Urkal.
1992 verweigerte ihm der Amateurboxverband aus disziplinären Gründen eine Teilnahme an den Olympischen Sommerspielen in Barcelona. Grund dafür waren nicht zuletzt seine Beteiligung bei einer Massenschlägerei vor einem Restaurant aus dem Jahr 1989 mit gerichtlichen Folgen, sondern auch eine erneute Auseinandersetzung aus dem Jahr 1992, wobei er von Mitgliedern der IRA angeschossen wurde. 1994 war er erneut in eine Massenschlägerei in einer Bar verwickelt und wurde zu einer Bewährungsstrafe verurteilt.

## Profikarriere
Im November 1995 wurde er Profiboxer im Halbweltergewicht und gewann seine ersten sieben Kämpfe, davon fünf durch Knockout. Der nächste Kampf fand in den Vereinigten Staaten statt, wo er jedoch gegen den späteren Nordamerika-Champion Teddy Reid (6-1) seine erste Niederlage hinnehmen musste, als er nach Punkten verlor. Dies blieb sein einziger in den USA ausgetragener Kampf. Nach vier folgenden K.-o.-Siegen, darunter gegen Allan Hall (17-2), boxte er am 30. November 1998 gegen Paul Burke um den vakanten Commonwealth-Titel, verlor jedoch durch Punkteniederlage.
Doch schon in seinem nächsten Kampf am 22. Mai 1999, besiegte er Alan Temple durch K. o. in Runde 3 und wurde damit Irischer Meister. Am 13. September 1999 gelang es ihm bei einem Rückkampf gegen Paul Burke, diesen nun vorzeitig in der sechsten Runde zu besiegen und sich damit dessen Commonwealth-Titel zu sichern. Anschließend verteidigte er den Titel fünfmal erfolgreich gegen starke Gegner, wie etwa Joseph Miyumo (18-1), Shea Neary (23-1) und Jonathan Thaxton (21-6). Zudem siegte er in vier Nichttitelkämpfen, darunter gegen Pawel Melnikow (9-0).
Am 1. Juni 2002 erhielt er die erste Möglichkeit auf den Weltmeistertitel der in Großbritannien hoch angesehenen WBU. Dabei kämpfte er gegen den in 28 Profikämpfen ungeschlagenen Ricky Hatton, der als erfolgreichster Halbweltergewichts-Boxer der britischen Geschichte gilt. Magee erzielte dabei nach lediglich vierzig Sekunden der ersten Runde einen Niederschlag, wobei es sich um den ersten in Hattons Karriere handelte. Hatton wurde anschließend angezählt und musste nach weiteren 15 Sekunden erneut zu Boden, da Magee ihn durch eine Drehung aus dem Gleichgewicht brachte. Anschließend ging der Kampf über die volle Rundenzahl, wobei jedoch Hatton einen einstimmigen Punktesieg davontrug. Am 14. Juni 2003 scheiterte Magee´s Versuch Europameister zu werden, durch Punkteniederlage gegen Oktay Urkal (32-1). Am 6. September 2003 gewann er schließlich den WBU-Titel im Weltergewicht, durch einstimmigen Punktesieg gegen Jimmy Vincent.
Im Februar 2004 war er in Belfast erneut in eine Schlägerei verwickelt, wobei er mit einem Baseballschläger attackiert wurde und ein gebrochenes Bein und eine zertrümmerte Kniescheibe erlitt. Obwohl ihm Ärzte das Ende seiner Boxkarriere prophezeiten, stieg er 13 Monate später zurück in den Ring und wurde am 18. März 2005 mit einem K.-o.-Sieg gegen Allan Vester (25-5), erneut WBU-Weltmeister im Weltergewicht. Am 20. Mai 2006 verlor er seinen Titel jedoch durch Punkteniederlage an Mehrdud Takaloo (24-5) und bestritt danach nur noch zwei Kämpfe, ehe er im Mai 2007 seine Boxkarriere beendete.

## Nach dem Boxen
Nach seiner aktiven Karriere arbeitete er als Boxtrainer im Breen's Gym in Belfast. Im Januar 2010 war er erneut in eine Schlägerei verwickelt und wurde wegen Körperverletzung zu sechs Monaten Haft verurteilt, davon drei Monate unbedingt. Im März wurde die Verurteilung jedoch wieder aufgehoben, da nicht geklärt werden konnte, ob er den Streit ausgelöst hatte, oder sich nur verteidigte. Im Mai 2010 wurde er von einem Gericht aus der Stadt Belfast verbannt, mit einem Alkoholverbot belegt und lebt fortan an einer gerichtlich festgelegten Adresse in England. Grund dafür waren von ihm ausgesprochene Morddrohungen gegenüber seiner Ex-Ehefrau und einer ehemaligen Freundin. Im Juni 2010 wurde er wegen Angriffs auf seine Exfreundin erneut inhaftiert, zudem wurden ihm Verstöße gegen seine Bewährungsauflagen nachgewiesen. 2011 wurde er für einen Diebstahl aus dem Jahr 2008 für schuldig befunden.
Im Mai 2015 wurde sein 22-jähriger Sohn Eamonn Magee junior, seit Juni 2014 ebenfalls Profiboxer, in West Belfast erstochen.